# Wars and Rumors of Wars
Wars and Rumors of Wars é o terceiro álbum de estúdio da banda The Chariot, lançado a 5 de Maio de 2009.

## Faixas
Todas as faixas por The Chariot.
1. "Teach" – 2:53
2. "Evolve" – 2:59
3. "Need" – 1:55
4. "Impress" – 2:12
5. "Never I" – 3:28
6. "Giveth" – 3:29
7. "Abandon" – 3:01
8. "Daggers" – 3:43
9. "Oversea" – 0:44
10. "Mrs. Montgomery Alabama III" – 6:00

## Paradas
| Paradas (2009)       | Posição |
| -------------------- | ------- |
| Billboard 200        | 112     |
| Top Christian Albums | 11      |
| Top Internet Albums  | 286     |